# Seelnonne
Seelnonnen waren Frauen in Süddeutschland im späten Mittelalter und in der Frühen Neuzeit, die Totendienste und Bestattertätigkeiten versahen.

## Geschichte
Seit dem 13. Jahrhundert gehörten zu den wichtigsten Tätigkeiten von Beginen die religiöse Begleitung von Sterbenden und der Totendienst. Dieser umfasste das Waschen und Einkleiden der Toten und die Gebete für die Verstorbenen während und nach der Beerdigung.
Seit dem frühen 14. Jahrhundert sind für diese auch die Bezeichnungen Seelfrau, später Seelweib und Seelnonne bekannt, als alternative Begriffe für Begine, deren Name durch päpstliche Entscheidungen zeitweise häretisiert worden war.
Seit dem 16. Jahrhundert blieben diese Tätigkeiten nach der Reformation unter leicht veränderten äußeren Bedingungen in den katholischen und einigen protestantischen Gebieten erhalten.
Im 19. Jahrhundert gab es nach der Professionalisierung und Profanierung dieser Tätigkeiten  für Seelnonnen konkrete Aufgabenbeschreibungen im Königreich Baiern, zu denen das Waschen und Einkleiden der Verstorbenen, die Sterbebekanntmachung und weitere Tätigkeiten gehörten.

## Bezeichnungen
Es gab verschiedene Bezeichnungen für diese Tätigkeiten.
- Seelfrau, spätestens ab 1306[3]
- Seelweib
- Seelschwester
- Seelnonne, mittelhochdeutsch sêl-nunne, spätestens ab etwa 1450 erwähnt[1]
- Lichtfrau, Lichtmutter oder Lichtjungfer, in Münster, benannt nach der Besorgung der Sepulkralbeleuchtung oder Beleuchtung zum Totengedenken[4]
- Einmacherin, benannt nach den praktisch-handwerklichen Aspekten[5]
- Totenfrau, Totenweib(chen), in  Baden[6],
- Leichenfrau, amtliche Berufsbezeichnung in München 1862[7]
- Leichenweib, offizielle Bezeichnung im 19. Jahrhundert.